# Хэмьюс, Дэн
Дэниел (Дэн) Хэмьюс (англ. Daniel Hamhuis; род. 13 декабря 1982 года, Смитерс, Британская Колумбия, Канада) — бывший профессиональный канадский хоккеист, защитник. Олимпийский чемпион 2014 года и двукратный чемпион мира (2007 и 2015) в составе сборной Канады.

## Карьера
В 2001 году Хэмьюс был выбран на драфте НХЛ в первом раунде под общим 12-м номером командой «Нэшвилл Предаторз». В то время он был игроком юниорской команды «Принс-Джордж Кугэрз» и после драфта провёл в её составе ещё один сезон в WHL. В этом своём «выпускном» сезоне Дэн был признан самым ценным игроком WHL, а также лучшим защитником Канадской хоккейной лиги (CHL) — образования, объединяющего WHL, OHL и QMJHL.
Отыграв после этого один год в АХЛ в фарм-клубе задрафтовавшего его «Нэшвилла», с 2003 года Хэмьюс становится основным игроком «Хищников» в сильнейшей лиге Северной Америки. С перерывом на локаутный год он защищал цвета «Предаторз» в течение шести сезонов.
Летом 2010 года Хэмьюс стал неограниченно свободным агентом и подписал контракт с клубом «Ванкувер Кэнакс» на шесть лет. В свой первый же сезон в рядах «Кэнакс» дошёл до финальной серии розыгрыша Кубка Стэнли, в котором «Ванкувер» уступил в 7 матчах «Бостон Брюинз».
По окончании договора с «Кэнакс» 1 июля 2016 года подписал двухлетний контракт на $ 7,5 млн с клубом «Даллас Старз».
30 января 2018 года провёл свой юбилейный 1000-й матч в НХЛ, в котором «Даллас» уступил «Лос-Анджелес Кингз» 0:3.
25 июля 2018 года, будучи свободным агентом, подписал двухлетний контракт на $ 2,5 млн с «Нэшвилл Предаторз», вернувшись в своей первый клуб в НХЛ спустя 8 лет.
13 августа 2020 года объявил о завершении карьеры.
Хэмьюс участвовал в нескольких международных соревнованиях в составе сборной Канады, как на юниорском, так и на взрослом уровнях. На молодёжных чемпионатах мира 2001 и 2002 годов он завоёвывал бронзовую и серебряную медали соответственно. Также он участвовал в шести (2006—2009, 2013, 2015) чемпионатах мира, на которых дважды выигрывал золотые (2007 и 2015) и серебряные (2008, 2009) медали. Стал олимпийским чемпионом 2014 года.

## Статистика
| Легенда | Легенда                    | Легенда | Легенда                   | Легенда | Легенда    |
| ------- | -------------------------- | ------- | ------------------------- | ------- | ---------- |
| И       | Количество проведённых игр | Штр     | Штрафное время            | +/−     | Плюс-минус |
| Г       | Голы                       | П       | Голевые передачи          | О       | Очки       |
| -       | Статистика неизвестна      | —       | Статистика не учитывалась |         |            |